# Armeni oriental
L'armeni oriental (armeni: արևելահայերեն arevelahayeren) és una de les dues formes estandarditzades de l'armeni, sent l'altra l'armeni occidental. Els dos estàndards formen una llengua pluricèntrica.
L'armeni oriental es parla a la República d'Armènia, l'Alt Karabakh així com com a Geòrgia, i els armenis de l'Iran. Tot i que l'armeni oriental parlat pels armenis d'Armènia i de l'Iran és semblant, hi ha diferències de pronunciació amb inflexions diferents. El armeni de l'Iran tenen també algunes paraules que els són pròpies. A causa de la migració de parlants d'Armènia i de l'Iran a la diàspora armènia, el dialecte és ara molt prominent a països i regions on sols s'usava l'armeni occidental. Es va desenvolupar a principis del segle xix i es basa en el dialecte d'Erevan.

## Distinció de les dues formes d'armeni
L'armeni oriental i l'armeni occidental són fàcilment intel·ligibles mútuament. Comparteixen al mateix codi ISO 639-11 hy. El codi ISO 639-3 per a ambdues llengües éshye. La Viquipèdia armènia té el codi hy i està majorment en armeni oriental. Les traduccions comercials generalment es fan a l'armeni oriental, la llengua oficial de la República d'Armènia.

## Fonologia

### Vocals

#### Monoftongs
L'armeni oriental té sis sons monoftong de vocals.
|         | Anterior      | Anterior   | Central | Posterior     | Posterior   |
|         | No arrodonida | Arrodonida | Central | No arrodonida | Arrodonida  |
| ------- | ------------- | ---------- | ------- | ------------- | ----------- |
| Tancada | i ի i         |            |         |               | u ու u      |
| Mitjana | ɛ ե, է e, ē   |            | ə ը ë   |               | ɔ ո, օ o, ò |
| Oberta  |               |            |         | ɑ ա a         |             |

### Consonants
Aquest és el sistema de consonants de l'armeni oriental usant símbols de l'Alfabet fonètic internacional (International Phonetic Alphabet, IPA), seguits de la lletra armènia entre parèntesis.
|            |            | Bilabial | Labiodental     | Alveolar | Post- alveolar | Palatal        | Velar  | Uvular | Glotal   |
| ---------- | ---------- | -------- | --------------- | -------- | -------------- | -------------- | ------ | ------ | -------- |
| Nasal      | Nasal      | m (մ)    |                 | n (ն)    |                |                |        |        |          |
| Oclusiva   | Aspirada   | pʰ (փ)   |                 | tʰ (թ)   |                |                | kʰ (ք) |        |          |
| Oclusiva   | sorda      | p (պ)    |                 | t (տ)    |                |                | k (կ)  |        |          |
| Oclusiva   | sonora     | b (բ)    |                 | d (դ)    |                |                | ɡ (գ)  |        |          |
| Africada   | aspirada   |          |                 | tsʰ (ց)  | tʃʰ (չ)        |                |        |        |          |
| Africada   | sorda      |          |                 | ts (ծ)   | tʃ (ճ)         |                |        |        |          |
| Africada   | sonora     |          |                 | dz (ձ)   | dʒ (ջ)         |                |        |        |          |
| Fricativa  | sorda      |          | f (ֆ)           | s (ս)    | ʃ (շ)          |                |        | χ (խ)  | h (հ, յ) |
| Fricativa  | sonora     |          | v (վ, ւ, ու, ո) | z (զ)    | ʒ (ժ)          |                |        | ʁ (ղ)  |          |
| Aproximant | Aproximant |          |                 | ɹ~ɾ (ր)  |                | j (յ, ե, ի, է) |        |        |          |
| Bategant   |            |          |                 | ɹ~ɾ (ր)  |                |                |        |        |          |
| Sibilant   | Sibilant   |          |                 | r (ռ)    |                |                |        |        |          |
| Lateral    | Lateral    |          |                 | l (լ)    |                |                |        |        |          |

La fonologia de l'armeni oriental preserva la distinció de tres vies de l'armeni clàssic en oclusives i africades: una sonora, una sorda i una aspirada. Compareu això amb la fonologia de l'armeni occidental, que ha mantingut únicament una distinció de dues vies: una sonora i una aspirada. (Vegeu l'article armeni occidental per als detalls.)
Una parell de paraules excepcionals de l'armeni oriental contenen lletres oclusives sonores pronunciades com a oclusives sordes aspirades, com l'armeni occidental. Per exemple, թագավոր (rei) és [tʰɑkʰɑˈvɔɾ], no [tʰɑɡɑˈvɔɾ]; altres exemples són ձիգ, ձագ, կարգ, դադար, վարագույր.

## Ortografia
L'armeni oriental s'escriu usant tant l'ortografia armènia clàssica com l'ortografia armènia reformada. La reforma ortogràfica, subjecte a controvèrsia a la diàspora armènia, va ser desenvolupada durant la dècada de 1920 a l'Armènia Soviètica i s'usa àmpliament pels parlants de l'armeni oriental avui en dia a la República d'Armènia. Els parlants de l'armeni oriental a l'Iran continuen usant l'ortografia tradicional. Els escrits entre les dues ortografies són tanmateix mútuament intel·ligibles, atès que les diferències entre les dues ortografies no són grans.

## Morfologia

### Pronoms
L'armeni té fórmules de tractament, amb դու, քո, քեզ com a tractament informal i les majúscules Դուք, Ձեր, Ձեզ com a les formes respectuoses.

### Substantius
Els substantius de l'armeni oriental tenen set casos, un més que l'armeni occidental. Són: nominatiu (subjecte), acusatiu (objecte directe), genitiu (possessiu), datiu (objecte indirecte), ablatiu (origen) i instrumental) (mitjans) i locatiu (posició). Dels set casos, el nominatiu i l'acusatiu són els mateixos, amb excepcions, i el genitiu i el datiu són els mateixos, el que significa que els substantius tenen cinc formes diferents per cas. Els substantiu a l'armeni també es declinen per nombre (singular i plural), però no es declinen pel gènere (o sigui masculí o femení).
La declinació a l'armeni es basa en la manera com es forma el genitiu. Hi ha diverses declinacions, però hi ha dos que són les més usades (genitiu en i i genitiu en u):
| Ablatiu      | դաշտից /dɑʃˈtit͡sʰ/ | դաշտերից /dɑʃtɛˈɾit͡sʰ/ | /ɡɑˈɾut͡sʰ/ | /ɡɑɾinɛˈɾit͡sʰ/ |
| Instrumental | դաշտով /dɑʃˈtɔv/   | դաշտերով /dɑʃtɛˈɾɔv/   | /ɡɑˈɾɔv/   | /ɡɑɾinɛˈɾɔv/   |
| Locatiu      | դաշտում /dɑʃˈtum/  | դաշտերում /dɑʃtɛˈɾum/  | /ɡɑˈɾum/   | /ɡɑɾinɛˈɾum/   |

Dues notes:

Primer, noteu que la forma ablativa de l'armeni oriental és /-it͡s/, mentre que és -ê a l'armeni occidental:
Abl.sg WA karê/EA /ɡɑɾut͡sʰ/
Segon, noteu que l'armeni occidental les formes plurals segueixen la declinació u, mentre que a l'armeni oriental les formes plurals segueixen la declinació i:
Gen.pl WA karineru/EA /ɡɑɾinɛˈɾi/

### Articles
Així com altres llengües com ara el català, l'armeni té articles definits i indefinits. L'article indefinit de l'armeni oriental és /mi/, que precedeix el substantiu:
mi ɡiɾkʰ («un llibre», Nom.sg), /mi ɡɾkʰi/ («d'un llibre», Gen.sg)
L'article definit és un sufix annexat al substantiu, i adopta una de dues formes, o bé /-ə/ o /-n/, depenent de si el so final és una vocal o una consonant, i si una paraula precedent comença amb una vocal o una consonant:
/mɑɾdə/ («l'home», Nom.sg)

/ɡɑɾin/ («l'ordi», Nom.sg)

but:

/sɑ mɑɾdn ɛ/ («Aquest és un home»)

/sɑ ɡɑɾin ɛ/ («Això és l'ordi»)

### Adjectius
Els adjectius a l'armeni no es declinen per cas o nombre, i precedeixen el substantiu:
/lɑv ɡiɾkʰə («el bon llibre», Nom.sg)

/lɑv ɡɾkʰi («del bon llibre», Gen.sg)

### Verbs
Els verbes a l'armeni es basen en dues sèries bàsiques de formes, una forma «present» in una forma «imperfecta». A parir d'aquí es formen tots els altres temps i modes amb diverses partícules i construccions. Hi ha una tercera forma, el pretèrit, que a l'armeni és un temps per si mateix, i no agafa cap partícula o construcció.
El temps present a l'armeni oriental està basat en dues conjugacions (a, e). A l'armeni oriental les conjugacions diferent en e i i s'han fusionat a e.
|                   | /linɛl/ 'to be' | /siɾɛl/ «estimar» | /kɑɾdɑl/ «llegir» |
| participi present |                 | /siɾum/           | /kɑɾdum/          |
| /jɛs/ (I)         | /ɛm/            | /siɾɛm/           | /kɑɾdɑm/          |
| /du/ (you. sg)    | /ɛs/            | /siɾɛs/           | /kɑɾdɑs/          |
| /nɑ/ (he/she/it)  | /ɛ/             | /siɾi/            | /kɑɾdɑ/           |
| /mɛnkʰ/ (we)      | /ɛnkʰ/          | /siɾɛnkʰ/         | /kɑɾdɑnkʰ/        |
| /dukʰ/ (you.pl)   | /ɛkʰ/           | /siɾɛkʰ/          | /kɑɾdɑkʰ/         |
| /nɾɑnkʰ/ (they)   | /ɛn/            | /siɾɛn/           | /kɑɾdɑn/          |

El temps present (com el coneixem al català) es fa afegint la forma present de linel després de la forma de participi present del verb:
jɛs kɑɾdum ɛm ɡiɾkʰə/ (Estic llegint un llibre)

jɛs siɾum ɛm ɑjd ɡiɾkʰə/ (M'agrada aquest llibre)